# Équipe des Pays-Bas masculine espoir de kayak-polo
L'équipe des Pays-Bas espoir de kayak-polo est l'équipe masculine espoir qui représente les Pays-Bas dans les compétitions majeures de kayak-polo.
Elle est constituée par une sélection des meilleurs joueurs néerlandais âgés de moins de 21 ans.

## Joueurs actuels
Sélection pour les Championnats d'Europe de kayak-polo 2007
| Numéro | Nom              | Club | Date de naissance |
| ------ | ---------------- | ---- | ----------------- |
| 1      | Bram De Rooy     |      |                   |
| 15     | Brice Hollman    |      |                   |
| 13     | Joost Horstink   |      |                   |
| 16     | Lucas Reinderns  |      |                   |
| 7      | Tom Van Rijn     |      |                   |
| 18     | Jacob Wiedemijer |      |                   |